# Catagramma confluens
Catagramma confluens är en fjärilsart som beskrevs av Charles Oberthür 1916. Catagramma confluens ingår i släktet Catagramma och familjen praktfjärilar. Inga underarter finns listade i Catalogue of Life.